# Federació Luxemburguesa de Futbol
La Federació Luxemburguesa de Futbol (francès: Fédération Luxembourgeoise de Football, alemany: Luxemburger Fußballverband), abreujat FLF, és l'òrgan rector del futbol a Luxemburg. És l'entitat organitzadora de la Lliga luxemburguesa de futbol i de la Selecció de futbol de Luxemburg. La seva seu es troba a Mondercange, al sud de Ciutat de Luxemburg, la capital del país.

## Història
Els primers equips de Luxemburg, el CS Fola Esch i el Lawn Tennis Club, es van fundar el 9 de desembre de 1906. Dos anys més tard, el 1908, ja hi havia 13 equips. D'aquesta manera, es va decidir crear una Federació perquè donés suport institucional als equips de futbol. Més endavant, la temporada 1909/10, la Federació Luxemburguesa va organitzar el primer campionat de Lliga, amb 26 equips, i que guanyaria el Racing Club Luxembourg.
El 1910 la federació va entrar a formar part de la FIFA, i el 29 d'octubre de 1911 la selecció va disputar el seu primer partit internacional, que va ser contra França, que va acabar en derrota per 4-1. Més tard, el 8 de febrer de 1914, els luxemburguesos es venjarien dels seus veïns derrotant-los per 5-4. El 1920 disputarien els Jocs Olímpics d'Anvers.
El 1930, la Federació de Futbol de Luxemburg va adquirir el seu nom actual, Fédération Luxembourgeoise de Football (FLF). En aquell moment, el futbol va experimentar un gran auge a la societat del ducat, incrementant-se progressivament el nombre d'equips. Aquest ascens es va veure impedit per l'esclat de la Segona Guerra Mundial.
El setembre de 1951, la FLF va adquirir les seves pròpies instal·lacions, que van funcionar com a seu fins al febrer de 2002. Tres anys després la FLF es va unir a la UEFA; el 1956, el CA Spora Luxembourg es va convertir en el primer equip luxemburguès en representar al país a la Copa d'Europa. D'aleshores ençà sempre hi ha hagut equips del país disputant les competicions de la UEFA; a més, la selecció nacional ha pogut disputar les rondes classificatòries per disputar el Campionat d'Europa i la Copa del Món.
El 2009 va veure el debut de la selecció femenina de Luxemburg, que va produir-se en el transcurs del Campionat d'Europa femení de la UEFA. Actualment, la FLF compta amb més de 109 clubs afiliats i 32.000 membres llicenciats.

## Llista de presidents
- Max Metz (1903–1913)
- Jules Fournelle (1913–1915)
- René Leclère (1915–1917)
- J. Geschwind (1917–1918)
- Guillaume Lemmer (1918–1920)
- Gustave Jacquemart (1921–1950)
- Émile Hamilius (1950–1961)
- Albert Kongs (1961–1968)
- René Van Den Bulcke (1969–1981)
- Remy Wagner (1981–1986)
- Norbert Konter (1986–1998)
- Henri Roemer (1998–2004)
- Paul Philipp (2004 – actualitat)